# Andrés Valdivieso
Andrés Valdivieso Blanco, (nacido el 19 de diciembre de 1967 en Madrid, Comunidad de Madrid) es un exjugador de baloncesto español. Con 2.03 de estatura, su puesto natural en la cancha era el de alero.

## Trayectoria
- Dribling Madrid (1983-1985)
- CB Collado Villalba (1985-1986)
- Real Madrid  (1986-1987)
- Tenerife (1987-1990)
- Atlético de Madrid Villalba (1990-1991)
- CB Collado Villalba (1991-1993)
- Dribling Madrid (1993-1994)
- Tecnur CABA Albacete (1994-1995)
- San Román Las Rozas (1995-1996)
- Menorca Basquet (1998-1999)
- CB Granada (1999-2000)